# Kim Hòa
Kim Hòa là một xã cũ thuộc huyện Cầu Ngang, tỉnh Trà Vinh, Việt Nam.

## Địa lý
Xã Kim Hoà có vị trí địa lý:
- Phía đông giáp xã Vinh Kim và xã Mỹ Hòa
- Phía tây, bắc giáp huyện Châu Thành
- Phía nam giáp xã Hiệp Hòa.

Xã Kim Hòa có diện tích 22,50 km², dân số năm 2019 là 7.861 người, mật độ dân số đạt 349 người/km².
Xã có đông dân tộc Khmer chiếm 79% có hai ngôi chùa Phật giáo Nam tông Khmer.

## Hành chính
Xã Kim Hòa được chia thành 5 ấp: Giữa, Kim Câu, Kim Hòa, Năng Nơn, Trà Cuôn.

## Lịch sử
Ngày 27 tháng 3 năm 1985, Hội đồng Bộ trưởng ban hành Quyết định 86-HĐBT về việc chia xã Hiệp Hòa thành hai xã là xã Hiệp Hòa và xã Kim Hòa.
Xã Kim Hoà gồm 5 ấp: Trà Cuốn, Kim Câu, Kim Hoà, Năng Nơn, Giữa.
Ngày 15 tháng 10 năm 2019, Hội đồng Nhân dân tỉnh Trà Vinh ban hành Nghị quyết 157/NQ-HĐND về việc sáp nhập ấp Tân Hiệp vào ấp Trà Cuôn.